# Cadáver esquisito

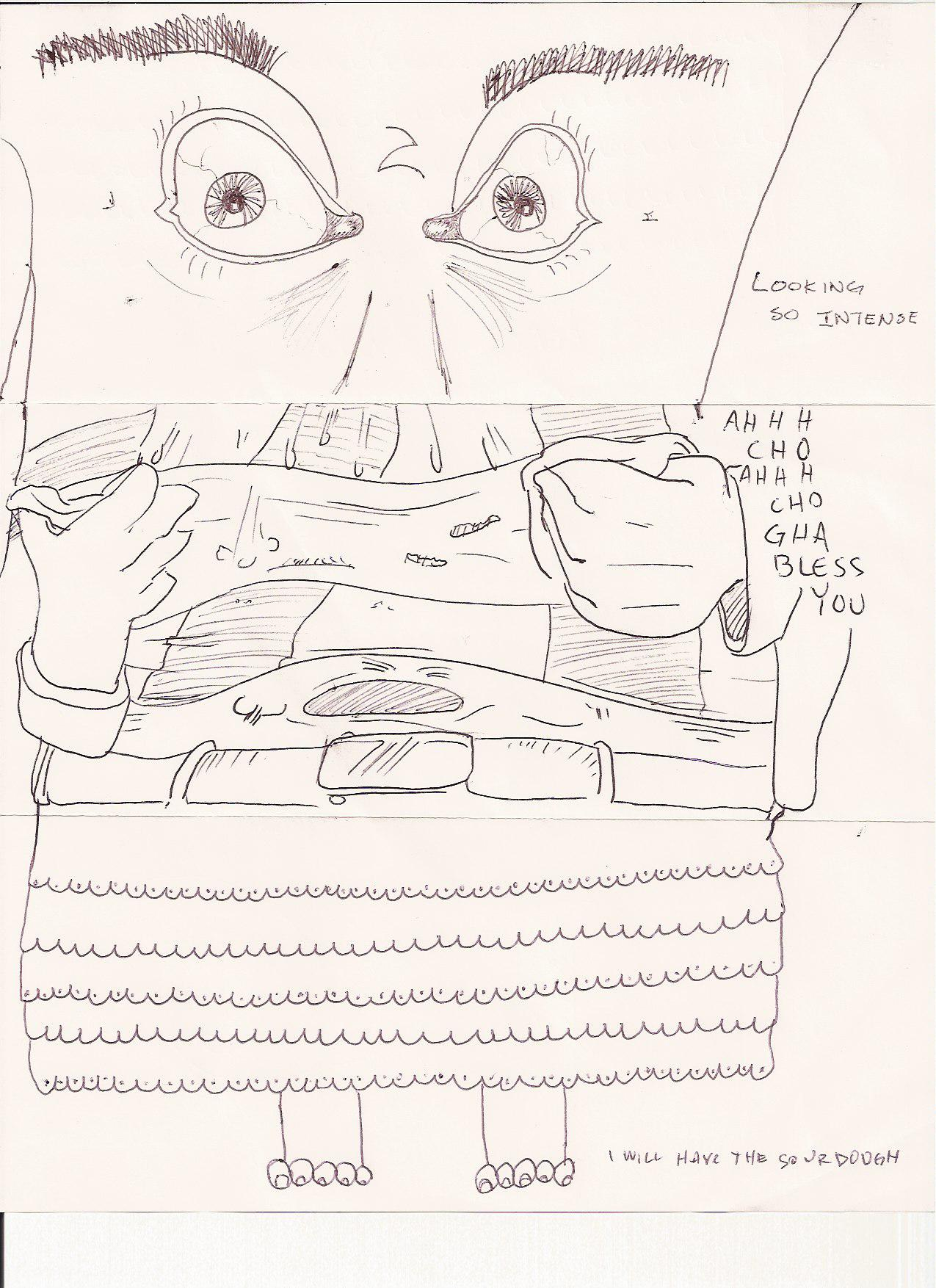
Um "cadáver esquisito" gráfico.

Cadáver esquisito é um jogo coletivo surrealista inventado por volta de 1925 na França.
No início do século XX, o movimento surrealista francês inaugurou o método do que ficou conhecido em português como cadáver esquisito, (do francês cadavre exquis, i.e., cadáver delicioso) que subvertia o discurso literário convencional. O cadáver esquisito tinha como propósito colocar na mesma frase palavras inusitadas e utilizar da seguinte estrutura frásica: artigo, substantivo, adjetivo e verbo. Outra curiosidade a respeito do método é que agrega mais de um autor. Cada um deles intervém da maneira que desejar, porém, dobrando o papel para que os demais colaboradores não tenham conhecimento do que foi escrito.
O título do jogo provém do primeiro dos cadáveres esquisitos conhecidos "O cadáver esquisito beberá / o vinho novo".

## Em Portugal
“- De que cor é o vermelho?
- É verde.
- Quem é o teu pai?
- É o revisor do comboio para a lua.
-O que é a loucura?
- É um braço solitário a sorrir para os meninos.
- Quem é Deus?
- É um vendedor de gravatas.
- Como é a cara dele?
- É bicuda, com uma maçaneta na ponta.  ”

—  O VERMELHO E O VERDE (João Artur Silva, Mário-Henrique Leiria)
Os surrealistas portugueses recuperaram o cadáver esquisito, assim como outros jogos sujeitos às regras do automatismo e da actividade colectiva, directamente do movimento francês, e praticaram-nos activamente, tanto em expressões plásticas como literárias, indo do desenho a quadros de grandes porporções, e da simples frase ao poema extenso. Chegaram a alcançar uma riqueza e variedade maiores do que as que se podem encontrar entre os surrealistas franceses, como o demonstra, em parte, a antologia publicada por Mário Cesariny (ver ref. 1).
A este propósito escreveu Ernesto Sampaio:
Extremamente heterodoxo, o cadáver esquisito surrealista sobrevive ao suplício infligido pela roda infatigável do hábito e da rotina através do humor, da poesia e da imaginação, conciliando a expressão individual com a expressão colectiva numa síntese concreta onde os sinais maiores são a liberdade e o amor.